# خواکین آچوکارو
خواکین آچوکارو (اسپانیایی: Joaquín Achúcarro‎؛ زادهٔ ۱ نوامبر ۱۹۳۷) موسیقی‌دان، نوازنده پیانو و مدرس موسیقی اهل اسپانیا است.
او دانش‌آموختهٔ هنرستان عالی سلطنتی موسیقی مادرید و آکادمی موسیقی چیگیانا است و نخستین کنسرت رسمی‌اش را در سن ۱۳ سالگی با اجرای قطعه‌ای از ولفگانگ آمادئوس موتسارت آغاز کرد. وی از اواسط دههٔ ۸۰ میلادی استاد موسیقی در «دانشکدهٔ هنر میدوز» در دانشگاه متدیست جنوبی در تگزاس است.
خواکین آچوکارو در سال ۱۹۹۶ میلادی لقب شوالیه و مدال زرین هنرهای زیبا را از خوآن کارلوس یکم، پادشاه اسپانیا دریافت داشت.